# Jana Dukátová
Jana Dukátová (Bratislava, 13 de juny de 1983) és una esportista eslovaca que competeix en piragüisme en la modalitat de eslalon, guanyadora de 7 medalles al Campionat Mundial de Piragüisme en Eslalon entre els anys 2006 i 2014, i 15 medalles al Campionat Europeu de Piragüisme en Eslalon entre els anys 2004 i 2016.

## Palmarès internacional
| Campionat Mundial | Campionat Mundial                | Campionat Mundial | Campionat Mundial |
| Any               | Lloc                             | Medalla           | Competició        |
| ----------------- | -------------------------------- | ----------------- | ----------------- |
| 2006              | Praga ( Txèquia)                 | 1                 | K1 individual     |
| 2009              | La Seu d'Urgell ( Espanya)       | 2                 | K1 per equips     |
| 2010              | Ljubljana ( Eslovènia)           | 1                 | C1 individual     |
| 2010              | Ljubljana ( Eslovènia)           | 2                 | K1 individual     |
| 2011              | Bratislava ( Eslovàquia)         | 1                 | K1 per equips     |
| 2011              | Bratislava ( Eslovàquia)         | 2                 | K1 individual     |
| 2014              | Deep Creek ( Estats Units)       | 3                 | K1 per equips     |
| Campionat Europeu |                                  |                   |                   |
| Any               | Lloc                             | Medalla           | Competició        |
| 2004              | Skopje ( Macedònia del Nord)     | 2                 | K1 per equips     |
| 2005              | Tacen ( Eslovènia)               | 1                 | K1 per equips     |
| 2006              | L'Argentière-la-Bessée ( França) | 1                 | K1 per equips     |
| 2007              | Liptovský Mikuláš ( Eslovàquia)  | 2                 | K1 per equips     |
| 2008              | Cracòvia ( Polònia)              | 2                 | K1 per equips     |
| 2009              | Nottingham ( Regne Unit)         | 2                 | K1 per equips     |
| 2010              | Bratislava ( Eslovàquia)         | 1                 | K1 individual     |
| 2010              | Bratislava ( Eslovàquia)         | 2                 | C1 individual     |
| 2010              | Bratislava ( Eslovàquia)         | 3                 | K1 per equips     |
| 2011              | La Seu d'Urgell ( Espanya)       | 2                 | K1 individual     |
| 2011              | La Seu d'Urgell ( Espanya)       | 3                 | K1 per equips     |
| 2012              | Augsburg ( Alemanya)             | 3                 | K1 per equips     |
| 2015              | Markkleeberg ( Alemanya)         | 1                 | K1 per equips     |
| 2016              | Liptovský Mikuláš ( Eslovàquia)  | 3                 | K1 individual     |
| 2016              | Liptovský Mikuláš ( Eslovàquia)  | 3                 | K1 per equips     |